# Championnat de France de baseball Division 2 2015
Navigation
2014 2016
Le Championnat de France de baseball Division 2 2015 est la 3e édition de cette compétition qui rassemble six équipes qui s'affrontent pour accéder à la Division 1 du baseball français. 
| \| La Rochelle Montigny-le-Bretonneux Rennes Eysines Clermont-Ferrand \| Localisation des clubs engagés dans le championnat. |
| La Rochelle Montigny-le-Bretonneux Rennes Eysines Clermont-Ferrand                                                           |

## Déroulement
La saison régulière se déroule sur 10 journées, soit 20 matches par équipe. Les 4 premiers de la saison régulière s'affrontent lors des séries éliminatoires. Le 1e affronte le 4e et le 2e le 3e au meilleur des cinq rencontres en 1/2 de finale. Les vainqueurs s'affrontent pour le titre dans une finale au meilleur des 5 matchs, le vainqueur est champion et disputera le barrage de montée face au perdant du play-down de la 1e division.
Pour la relégation, les 5e et 6e se rencontrent dans un match de maintien au meilleur des 3 matchs. Le vainqueur se maintient en 2e division, alors que le perdant doit affronter le champion de la nationale 1 dans un match de barrage pour un maintien en 2e division.

## Clubs
Clubs de l'édition 2015 :
| Equipe                       | Ville                             | Stade                           | Capacité             |
| ---------------------------- | --------------------------------- | ------------------------------- | -------------------- |
| Boucaniers de La Rochelle    | La Rochelle (Charente-Maritime)   | Boucan' Field                   |                      |
| Cougars de Montigny          | Montigny-le-Bretonneux (Yvelines) | Stade Jean-Maréchal             | 350 places assises   |
| Redwings de Rennes           | Rennes (Ille-et-Vilaine)          | Stade Baseball de Robert Launay |                      |
| Arvernes de Clermont-Ferrand | Clermont-Ferrand (Puy-de-Dôme)    | Stade des Cézeaux               | 1 200 places assises |
| Raiders d'Eysines            | Eysines (Gironde)                 |                                 |                      |
| Équipe Fédérale              |                                   |                                 |                      |

## Saison régulière

### Matchs
| Résultats (▼dom., ►ext.)                                   | Eysines   | Montigny  | La Rochelle | Rennes      | Équipe Fédérale | Clermont-Ferrand |
| Eysines                                                    |           | 5-1 10-18 | 1-9 7-4     | 11-0 10-5   | 2-5 5-15        | 15-5 4-16        |
| Montigny-le-Bretonneux                                     | 8-11 10-7 |           | 6-10 14-8   | 10-11 15-10 | 6-8 9-0         | 1-4 1-7          |
| La Rochelle                                                | 6-5 6-2   | 3-13 1-0  |             | 17-2 11-0   | 8-3 7-17        | 4-12 10-9        |
| Rennes                                                     | 6-13 8-12 | 9-11 6-4  | 6-17 8-16   |             | 13-3 7-6        | 8-17 8-19        |
| Équipe Fédérale                                            | 14-0 14-4 | 1-2 5-8   | 7-5 3-4     | 12-1 12-7   |                 | 1-6 11-1         |
| Clermont-Ferrand                                           | 16-5 2-12 | 16-1 15-4 | 14-12 13-0  | 16-6 15-0   | 13-6 8-12       |                  |
| - Victoire à domicile - Match nul - Victoire à l'extérieur |           |           |             |             |                 |                  |

Résultats issus du site de la FFBS

### Classement
| Pl. | Équipe                 | J  | V  | D  | %    |
| --- | ---------------------- | -- | -- | -- | ---- |
| 1   | Clermont-Ferrand       | 20 | 15 | 5  | .750 |
| 2   | La Rochelle            | 20 | 12 | 8  | .600 |
| 3   | Équipe Fédérale        | 20 | 11 | 9  | .550 |
| 4   | Montigny-le-Bretonneux | 20 | 10 | 10 | .500 |
| 5   | Eysines                | 20 | 9  | 11 | .450 |
| 6   | Rennes                 | 20 | 3  | 17 | .150 |

|  | Qualifications                                                |
|  | Barrage pour la relégation en Nationale 1                     |
|  | (P) : Promus de la Nationale 1 (R) : Relégué de la Division 1 |

## Play-off
Les quatre premiers de la saison régulière sont qualifiés pour les play-off. Toutes les rencontres se jouent en série au meilleur des cinq matchs. 

### 1/2 finales et finale
| Match | Date         | Recevant               | Visiteur               | Score  |
| ----- | ------------ | ---------------------- | ---------------------- | ------ |
| 1     | 6 septembre  | Montigny-le-Bretonneux | Clermont-Ferrand       | 4 - 14 |
| 2     | 6 septembre  | Montigny-le-Bretonneux | Clermont-Ferrand       | 3 - 9  |
| 3     | 12 septembre | Clermont-Ferrand       | Montigny-le-Bretonneux | -      |
| 4     | 13 septembre | Clermont-Ferrand       | Montigny-le-Bretonneux | 9 - 0  |
| 5     | -            | -                      | -                      | -      |

| Match | Date         | Recevant        | Visiteur        | Score  |
| ----- | ------------ | --------------- | --------------- | ------ |
| 1     | 6 septembre  | Équipe Fédérale | La Rochelle     | 4 - 3  |
| 2     | 6 septembre  | Équipe Fédérale | La Rochelle     | 13 - 9 |
| 3     | 12 septembre | La Rochelle     | Équipe Fédérale | 5 - 4  |
| 4     | 13 septembre | La Rochelle     | Équipe Fédérale | 7 - 6  |
| 5     | 13 septembre | La Rochelle     | Équipe Fédérale | 3 - 4  |

| Match | Date         | Recevant         | Visiteur         | Score |
| ----- | ------------ | ---------------- | ---------------- | ----- |
| 1     | 19 septembre | Équipe Fédérale  | Clermont-Ferrand | 9 - 6 |
| 2     | 20 septembre | Équipe Fédérale  | Clermont-Ferrand | 8 - 7 |
| 3     | 26 septembre | Clermont-Ferrand | Équipe Fédérale  | 5 - 4 |
| 4     | 27 septembre | Clermont-Ferrand | Équipe Fédérale  | 4 - 8 |
| 5     | -            | -                | -                | -     |

* L'équipe avec l'avantage terrain en finale est celle qui est le mieux classée en saison régulière.

### Récompenses
Voici les joueurs récompensés à l'issue de la finale:
- MVP:
- Meilleur lanceur:
- Meilleur frappeur:

## Play-down
Les deux derniers jouent un barrage dont le perdant joue le maintien face au Champion de France de Nationale 1. Toutes les rencontres se jouent en série au meilleur des cinq matchs.
| Match | Date         | Recevant | Visiteur | Score  |
| ----- | ------------ | -------- | -------- | ------ |
| 1     | 5 septembre  | Rennes   | Eysines  | 8 - 15 |
| 2     | 6 septembre  | Rennes   | Eysines  | 7 - 10 |
| 3     | 12 septembre | Eysines  | Rennes   | 9 - 0  |
| 4     | -            | -        | -        | -      |
| 5     | -            | -        | -        | -      |

| Match | Date | Recevant | Visiteur | Score |
| ----- | ---- | -------- | -------- | ----- |
| 1     |      |          |          |       |
| 2     |      |          |          |       |
| 3     |      |          |          |       |
| 4     |      |          |          |       |
| 5     |      |          |          |       |

## Classement final
| Pl. | Équipe                 |
| --- | ---------------------- |
| 1   | Équipe Fédérale        |
| 2   | Clermont-Ferrand       |
| 3   | La Rochelle            |
| 4   | Montigny-le-Bretonneux |
| 5   | Eysines                |
| 6   | Rennes                 |

| Légende : Qualifications et relégations | Légende : Qualifications et relégations                       |
| --------------------------------------- | ------------------------------------------------------------- |
|                                         | Barrage de montée en Division 1                               |
|                                         | Barrage de relégation en Nationale 1                          |
|                                         | (P) : Promus de la Nationale 1 (R) : Relégué de la Division 1 |